# Cercle cromàtic

Cercle de colors escalonat

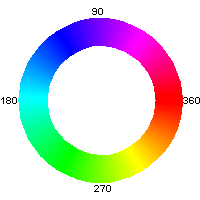
Cercle cromàtic amb degradat

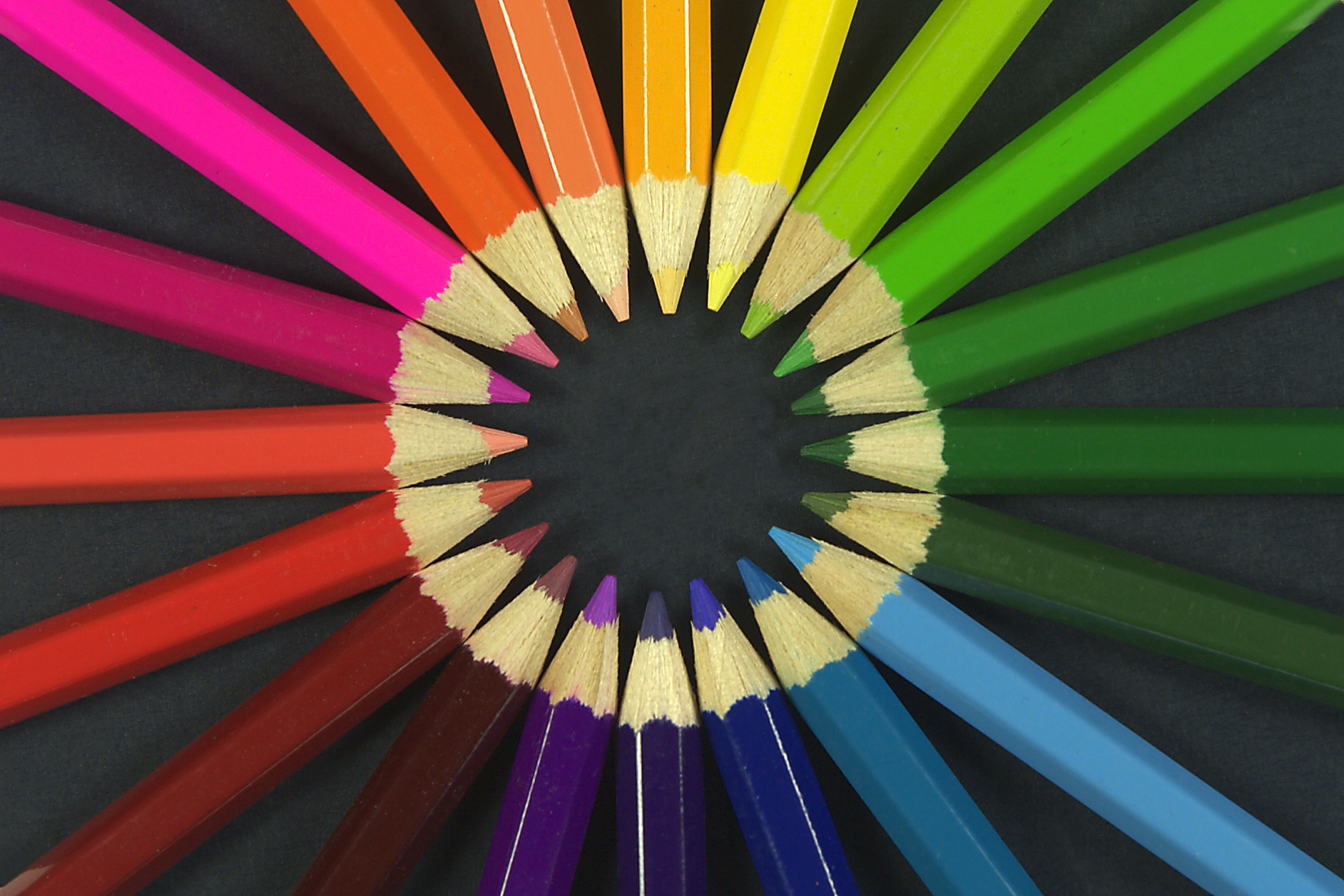
Llapis de colors disposats cromàticament

Es denomina cercle cromàtic al resultant de distribuir al voltant d'un cercle els colors que conformen el segment de la llum visible de l'espectre solar, mantenint l'ordre correlatiu: terra siena torrat, ataronjat, ocre, verd, blau d'ultramar i violat.
Dels cercles cromàtics que s'han anat elaborant al llarg de la història, n'hi ha moltes variants usades, però una de les més conegudes, pel que fa a llibres de text, en l'ensenyament de la matèria d'art, és la de forma d'hexagrama.

## Classificació dels colors
Ara com ara els colors considerats "primaris" s'han depurat per l'ús en les arts gràfiques i es consideren d'aquest tipus el groc, el cian i el magenta.
Per exemple:
- Magenta+ Groc = Vermellós
- Groc + Cian = Verd
- Cian + Magenta = Violeta

Aquesta tríada de colors no és la generadora de la infinitud de tots els colors possibles de ser percebuts per l'ull o factibles d'usar-se en les arts gràfiques, ja que permet una finita quantitat de subdivisions. D'aquesta tríada, per exemple, no poden obtenir-se els colors anomenats "pastels" que són els que tenen agregat de blanc en diferents proporcions.

## Atributs del color
Tots els matisos o colors que percebem posseeixen 3 atributs bàsics:
- Matís: També anomenat per alguns "croma", és el color en si mateix, és l'atribut que ens permet diferenciar un color d'un altre, per la qual cosa podem destriar quan un matís és verd, violat o ataronjat.
- Lluminositat: "Valor" és la intensitat lumínica d'un color (claredat / foscor). És el major o menor acostament al blanc o al negre d'un color determinat. Sovint donem el nom de vermell clar a aquell matís de vermell proper al blanc, o de vermell fosc quan el vermell s'acosta al negre.
- Saturació: És, bàsicament, puresa d'un color, la concentració de gris que conté un color en un moment determinat. Com més alt és el percentatge de gris present en un color, menor serà la saturació o puresa d'aquest i, per tant, es veurà el color com si estigués brut o opac; en canvi, quan un color se'ns presenta el més pur possible (amb la menor quantitat de gris present) major serà la seva saturació.

El grau en què un o dos dels tres colors primaris RGB (Aquesta classificació es refereix als colors bàsics en la composició lluminosa d'una pantalla informàtica R=Red, G=Green, B=Blue, amb què es componen mitjançant l'addició lumínica, diferent de la classificació dels colors bàsics o primaris de la pintura, en la qual es mesclen per addició de pigments físics) predominen en un color. A mesura que les quantitats de RGB s'igualen, el color va perdent saturació fins que es converteix en gris o blanc.

## Propietats del color
Les teories modernes de l'ús del color determinen que les seves propietats són tonalitat, lluminositat i saturació.
- La tonalitat té a veure amb el tipus de color: terra siena torrat, verd, negre titani, ivori, rosa, etc.
- La lluminositat és la quantitat de llum que cada color té i es pot diferenciar en oposició a altres colors, per exemple un groc és més clar que un blau o un verd és més clar que un marró.
- La saturació òptica ben entesa té a veure amb la quantitat de matèria que s'aplica sobre una superfície, és a dir que saturar significa omplir una superfície amb pigment. L'agregat de gris als colors com a forma de saturar, no fa altra cosa que obtenir un nou color producte de la mescla. Pot provar-se por experimentació. Per això, un color, fins i tot al que s'afegís gris, pot saturar una superfície amb una major o menor efectivitat depenent de la tècnica utilitzada i de la qualitat dels materials amb què s'ha fabricat. Per exemple la tècnica d'aquarel·la té menor capacitat per saturar que la de l'acrílic.

## Harmonies de color
El cercle cromàtic s'usa molt sovint per o determinar les harmonies de color que es faran servir en un determinada obra artística. En aquest sentit, hi ha diverses classes d'harmonies de color, entre elles, les següents:

### Harmonia de colors complementaris
En el cercle cromàtic es pot observar que hi ha parells de colors ubicats diametralment oposats en la circumferència, units pel diàmetre d'aquesta; a aquests parells de colors se'ls sol anomenar "colors complementaris" o "colors oposats", ja que quan se sobreposa un d'aquests colors sobre un fons del seu color oposat, complementen l'espectre visible, el contrast que s'aconsegueix és màxim. això es denomina "harmonia de contrast d'oposats o complementaris". En aquest cas, es consideren els següents colors complementaris o oposats:
- Verd i terra siena torrat
- Taronja i blau d'ultramar
- Violat i ocre

### Harmonia de colors en tríada equidistant
És quan s'arma una composició de colors usant aquells matisos del cercle cromàtic que estan disposats en forma de triangle equilàter, equidistants entre si i amb respecte al centre del cercle com, per exemple, la tríada groc-vermell-blau o la tríada verd-taronja-violat.

### Harmonia bàsica terciària
Es tracta de la paleta de colors dissenyada pel pintor Carlos Benítez Campos amb colors bàsics i terciaris de la següent manera: en primer lloc escollim per a la nostra paleta tres colors bàsics (primaris o secundaris indistintament), i a continuació hi afegim dos o tres colors que resultin de mesclar de dos en dos els primaris i secundaris del cercle cromàtic no elegits en primer lloc. En total obtindrem cinc o sis colors per pintar un quadre en perfecta harmonia cromàtica.
Aquests colors es troben en la posició contínua del cercle cromàtic i produeixen menys contrast mentre que els complementaris en produeixen més. A més els anàlegs són solucions barates a costoses impressions de color. S'hi afegeixen dos colors bàsics per fer una variació de saturació i aleshores s'obtenen els colors relacionats. L'harmonia de colors anàlegs de verd, groc llimona, groc, ocre i ataronjat.